# Chown
chown là một chương trình unix dùng để thay đổi chủ sở hữu của một tập tin. Đa phần lệnh yêu cầu quyền siêu người dùng để thực thi. Người dùng thông thường nếu muốn thay đổi nhóm người dùng của tập tin đang sở hữu thì dùng lệnh chgrp.

## Cách dùng
Dưới đây liệt kê vài lệnh cơ bản với chown. (người dùng hiện hành là root)
```
 
# chown root /var/run/httpd.pid

```

- Đổi chủ sở hữu của tập /var/run/httpd.pid thành 'root'.

```
 
# chown rob:developers strace.log

```

- Đổi chủ sở hữu của tập strace.log thành 'rob' và nhóm sở hữu là 'developers'.

```
 
# chown nobody:nogroup /tmp /var/tmp

```

- Đổi chủ sở hữu của tập /tmp và /var/tmp thành ‘nobody’
- Đổi nhóm sở hữu của tập /tmp và /var/tmp thành ‘nogroup’

```
 
# chown:512 /home

```

- Đổi nhóm sở hữu của tập /home thành  512 (Bất chấp có nhóm với định danh 512 hay không).

```
 
# chown -R us base

```

- Đổi chủ sở hữu của base và các tập con thành us